# Mescalero
Els mescalero (o apatxe mescalero) és una tribu ameríndia apatxe de la família de les llengües atapascanes meridionals. És uns tribu reconeguda federalment sota el nom de Tribu Apatxe Mescalero de la Reserva Apatxe Mescalero al centre-sud de Nou Mèxic. Al segle xix els mescalero obriren la seva reserva a altres bandes apatxe com els chiricahua que eren presoners a Florida, i els lipans.

## Reserva

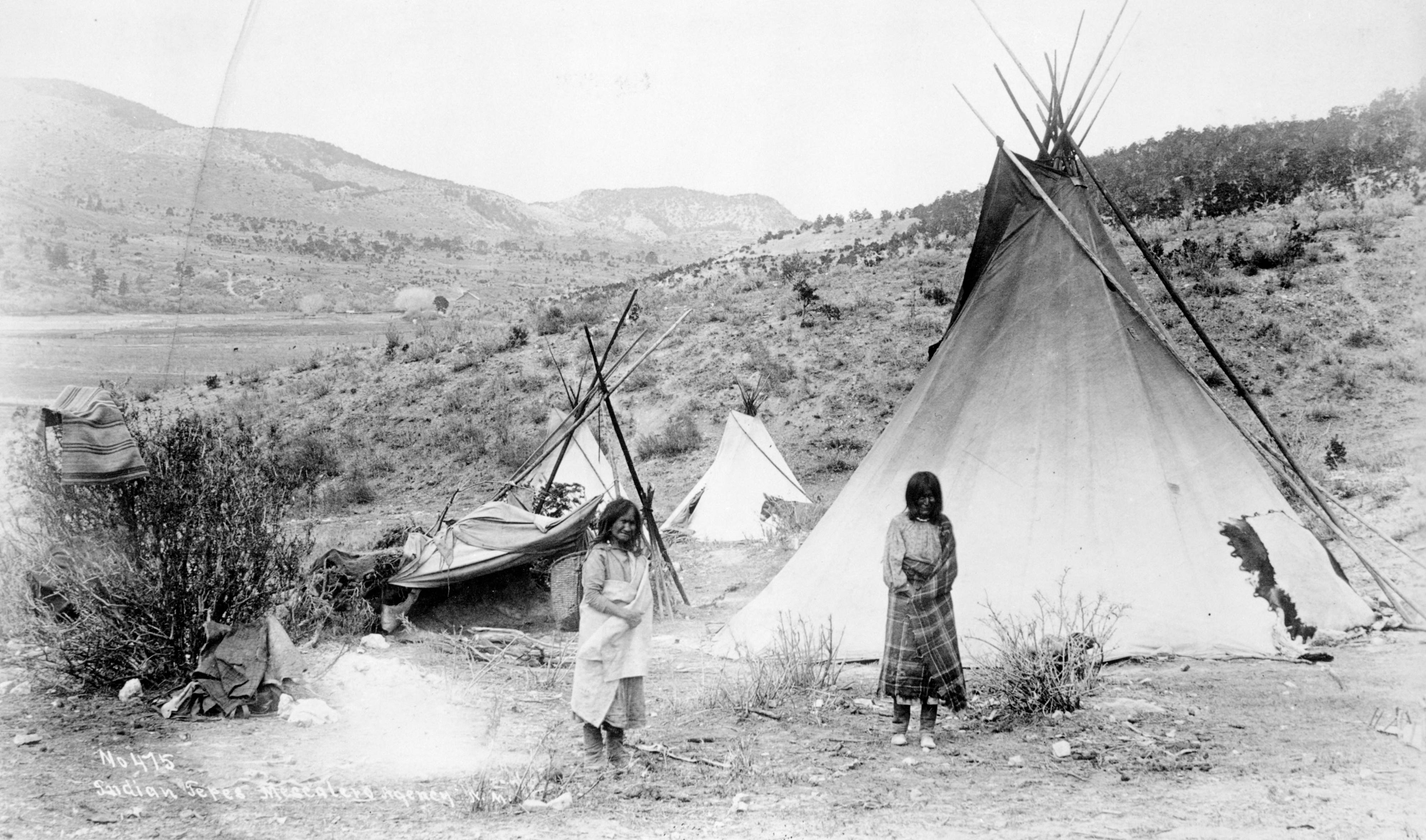
Tipis mescalero.

Originalment establerta el 27 de maig de 1873, per ordre executiva del President Ulysses S. Grant, la reserva fou situada primer vora Fort Stanton. L'actual reserva fou establerta el 1883. Té una àrea de 1.862,463 km², gairebé tota al comtat d'Otero (Nou Mèxic). Els 463.000 acres de la reserva voregen el flanc oriental de les muntanyes Sacramento i limiten el Parc Nacional Lincoln. Una petita secció despoblada cau al comtat de Lincoln (Nou Mèxic) just al sud-oest de Ruidoso.

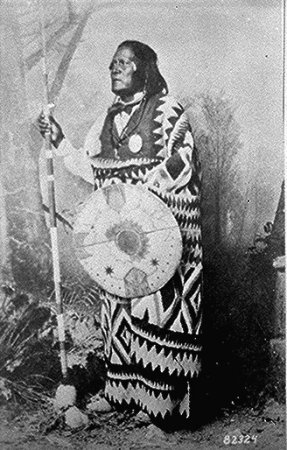
Mescalero

Segell de la tribu Mescalero

La ramaderia i el turisme són les majors fonts d'ingressos de la tribu. Les muntanyes i els turons estan coberes de boscos de pins; els recursos i el desenvolupament comercial es gestionen acuradament pel Consell Tribal Mescalero Apatxe. Els mescalero han desenvolupat un centre cultural a prop de la seu tribal a la carretera federal 70 en la comunitat de la reserva Mescalero. La tribu té el museu més gran a la falda occidental de les muntanyes de Sacramento a Dog Canyon, al sud d'Alamogordo.
La tribu ha desenvolupat i posseeix l'Inn of the Mountain Gods Resort and Casino ("IMG"). Com a part de l'operació IMG la tribu també posseeix i gestiona Ski Apache, l'estació d'esquí més meridional important a Amèrica del Nord. El gener de 2012 Ski Apache va celebrar el seu 50è aniversari.
L'estació d'esquí es troba adjacent al pic massiu de Sierra Blanca a 3.659 metres. És el pic alpí més austral dels Estats Units continentals a més de 12.000 peus d'altura, i és part de les muntanyes Rocoses i les muntanyes de Sacramento. El pic Sierra Blanca, que es troba a la reserva, és un camp sagrat per a la Tribu Mescalero Apatxe i requereix un permís per a l'accés.

## Organització tribal
La Tribu Apatxe Mescalero cnvoca eleccions per al càrrec de president cada dos anys. Els vuit membres del Consell la tribu també són elegits per dos anys. Se convoquen eleccions per al Consell tots els anys, quan han de ser reescollits la meitat dels membre. La reserva té una població de 3.156 habitants d'acord amb el cens del 2000.
El 1959 la tribu elegí Virginia Klinekole com a primera dona president. Després fou elegida membre del consell tribal, càrrec que va ocupar fins al 1986. La tribu va escollir repetidament Wendell Chino com a president; va servir com a president un total de 43 anys fins a la seva mort el 4 de novembre de 1998.
Després de la mort de Chino fou elegida presidenta Sara Misquez. El fill de Wendell, Mark Chino, també ha estat elegit president. L'11 de gener de 2008 Carleton Naiche-Palmer va jurar com a nou president de la Tribu Apatxe Mescalero.

## Cultura i llengua

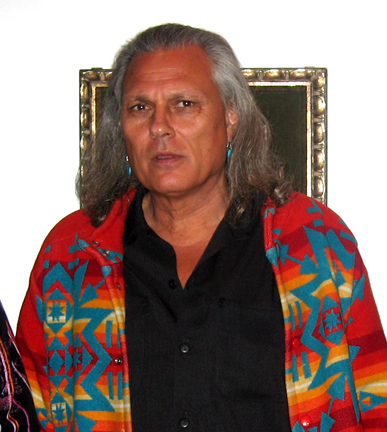
L'actor Michael Horse és mescalero, zuñi, i yaqui

El mescalero és una de les llengües atapascanes meridionals que forma part de la família de les llengües atapascanes del grup -dené-ienisseià. El mescakeri firna oart de la branca sud-oriental de la subfamília i és força relacionat amb el chiricahua i més llunyanament a l'apatxe occidental. Es reconeixen tres dialectes de l'apatxe. Encara que el navaho és una llengua atapascana meridional es considera distint lingüísticament i culturalment de l'apatxe.
Els apatxe mescalero eren principalment gent nòmada de muntanya tot i que anaven cap a l'est en les àrides planes de caçar el búfal i cap al sud al desert per reunir mescal, del qual prenen el seu nom espanyol. Els apatxes mescalero, juntament amb els altres grups apatxes vivien de la caça i la recol·lecció que van fer incursions depredadores per complementar la seva existència depredant inicialment altres tribus índies i després als espanyols, als mexicans i nord-americans.

## Origen del nom
L'autònim dels mescalero és Shis-Inday ("Poble dels boscos de muntanya") o Mashgalénde (“Persones properes a la muntanya”). Els navahos anomenaren als mescalero Naashgalí Dineʼé Com altres pobles apatxes s'anomenaven sovint simplement Inday / Indee ("el poble"). Les bandes apatxes veïnes anomenaven als mescalero Nadahéndé ("Poble del Mescal"), perquè el mescal agave (Agave parryi) era una font d'alimentació per a ells. En temps de necessitat i fam depenien per sobreviure del mescal emmagatzemat, tant que van ser anomenats pels espanyols des de 1550 mescaleros.
Altres noms usats sovint per les bandes d'apatxes mescalero: Apaches de Cuartelejo, Apaches del Río Grande, Apachi, Faraones, Mezcaleros, Natage, Natahene, Querechos, Teyas, Tularosa Apaches, Vaqueros, també Sierra Blanca Apaches, Sacramento Mountains Apaches, Guadalupe Mountains Apaches, Limpia Mountains Apaches d'acord amb els seus llocs d'origen al nord o sud del territori mescalero.

## Territori tribal
Originalment les diferents bandes i grups locals mescalero van oscil·lar en una àrea entre el riu Grande a l'oest i l'extrem oriental i meridional del Llano Estacado i al sud del Panhandle de Texas a Texas de l'est. Des Santa Fe al nord-oest i el Panhandle de Texas al nord-est en el fons de les províncies mexicanes de Chihuahua i Coahuila, al sud. La diversitat de paisatges d'aquesta zona està documentat per les altes muntanyes de fins a 4000 metres amb valls regades i protegides envoltades d deserts i semideserts àrids, canons profunds i planes obertes. La reserva apatxe Mescalero es troba a les coordenades geogràfiques 33° 10′ 42″ N, 105° 36′ 44″ O / 33.17833°N,105.61222°O.
Atès que cada grup mescalero tenia dret a utilitzar els recursos dels cérvols i les plantes dels grups veïns, els diferents mescaleros sentien com a casa qualsevol àrea del seu ample territori tribal. A causa d'això les bandes mescalero recorrien enormes distàncies per a la caça, recol·lecció, guerra i assalt. Ells van anomenar el seu territori Indeislun Nakah (""gent, formant un grup, quan hi són", "lloc on la gent es reuneix"). Quan moltes bandes mescaleros foren desplaçades per llurs enemics comanxes des de les planures meridionals i centre de Texas entre 1700 i 1750, van aixoplugar-se a les muntanyes de Nou Mèxic, oest de Texas i Coahuila i Chihuahua a Mèxic. Algunes bandes mescalero meridionals, juntament amb els lipan, vivien al Bolsón de Mapimí, movent-se entre el riu Nazas, el riu Conchos i el riu Grande al nord. També vivien a parts de Ruidoso.

## Bandes

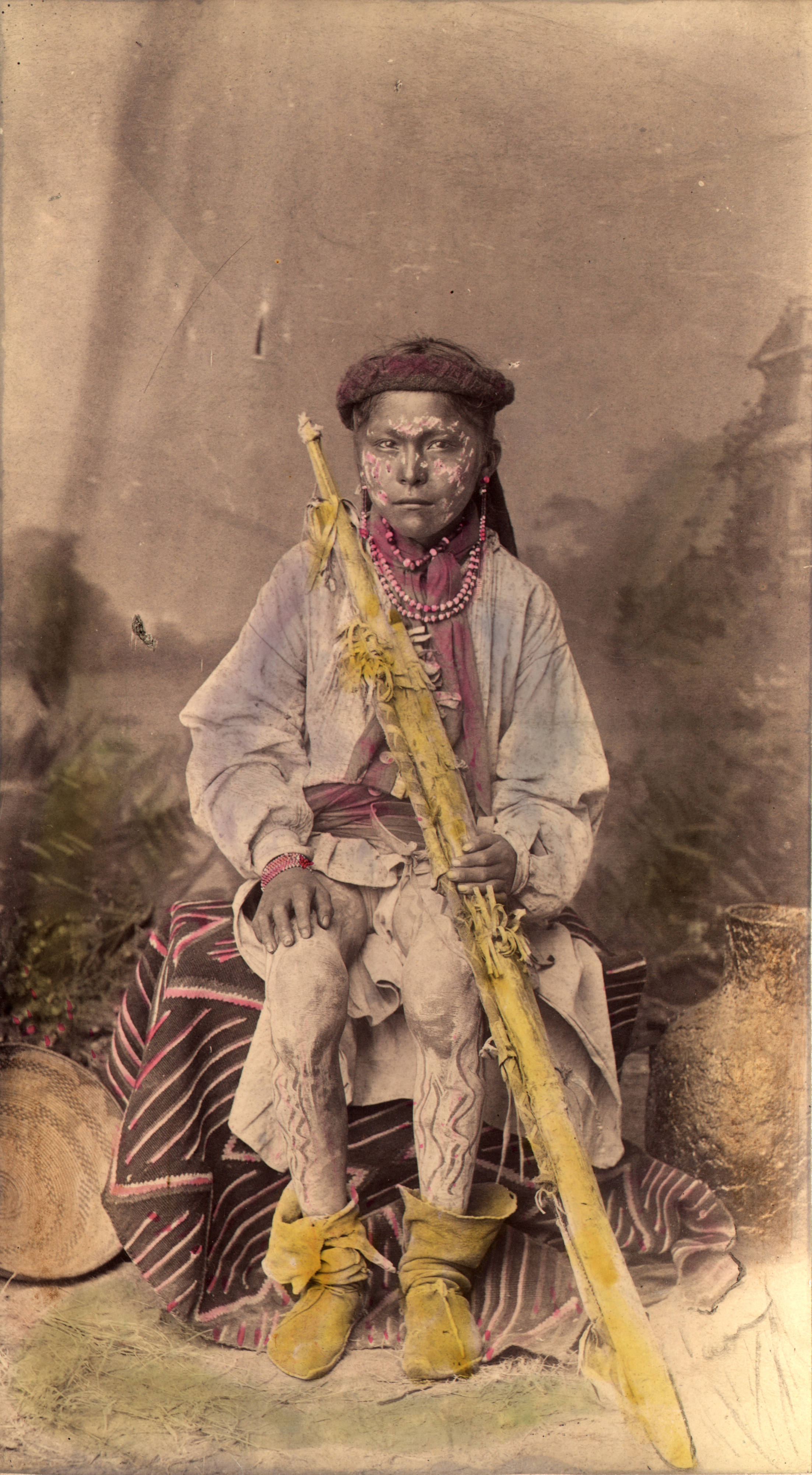
Noi mescalero pintat, foto titulada Llarga marxa dels navaho. El poble va ou obligat a marxar uns 560 kilòmetres durant l'hivern de 1864 i confinats a Bosque Redondo (Nou Mèxic) amb els mescalero.

- Natahéndé / Nadahéndé (en espanyol Natages, pronunciat Na-ta-hay, "Poble del Mescal"; vivien entre el riu Grande i el riu Pecos al centre de Nou Mèxic, amb grups locals vagant a l'extrem sud i l'oest del Llano Estacado al sud del Texas Panhandle)
- Guhlkahéndé / Guułgahénde (en espanyol Cuelcajenne, "Poble de les Planures"; vivien a l'est de les muntanyes i al riu Pecos, a les Altres Planures del Texas Panhandle fins a la vall del Pecos, entre Amarillo, Tucumcari, Lubbock i el Llano Estacado, al llarg de les Muntanyes Sandia i Tijeras a l'oest de Santa Fe, des del Canyó Nogal al nord de Las Vegas, des de les muntanyes Organ a l'est cap El Paso. A Oklahoma (Territori Indi) van desenvolupar llaços de parentiu per matrimoni amb els comanxes.)

- Dzithinahndé / Tsilnihéndé (en esnpayol Chilpaines, "Poble banda de la muntanya", vivien a les muntanyes a l'oest i sud del riu Pecos, que s'estén al nord de Chihuahua i Coahuila a Mèxic.)
- Ch'laandé / Tslahahéndé ("Pobla banda antílop"; vivien a l'oest del Pecos i del riu Grande a les muntanyes del centre i sud de Nou Mèxic i la Conca Tularosa.)
- Nit'ahéndé / Niit’ahénde ("Gent que viu contra les muntanyes", "Poble de la Terra Antílop"; vivien a les muntanyes Sacramento a Nou Mèxic i les muntanyes Guadalupe a l'oest de Texas.)
- Tsehitcihéndé ("Poble del nas de ganxo", nombroses bandes, que vivien a les Muntanyes Guadalupe, les adjacents Planures de Texas i al nord de Coahuila i Chihuahua a Mèxic.)
- Tsebekinéndé ("Poble de la casa de la roca", sovint anomenats per espanyols i americans Aguas Nuevas o Norteños, havien tingut el seu centre al voltant de Nuevo Casas Grandes a Chihuahua, migrant cap al nord a les Muntanyes Sacramento i al sud cap a Agua Nueva 60 milles al nord de la ciutat de Chihuahua, també en ambdós costats del Riu Grande entre El Paso i Ojinaga (municipi); alguns grups locals vivien entre les muntanyes Guadalupe i Limpia)
- Tahuundé / Tá'huú'ndé ("Poble de les muntanyes que s'estenen al riu", vivien a ambdós costats del riu Pecos al sud de Nou Mèxic i al sud-oest de Texas)
- Tuintsundé / Túntsande ("Poble de l'aigua gran", abans la banda Tú sis Ndé dels lipan, que vivien al centre-sud de Texas i al nord de Coahuila, acamparen amb diverses bandes mescalero junt a les Planures per a la caça i les incursions, i es va fusionar amb el mescalero formant una banda mescalero)
- Tuetinini / Tú’é’dinénde ("Poble sense aigua", "Gent dura del desert", abans la banda Tú é diné Ndé dels lipan, que tenia el territori al nord de Coahuila i Chihuahua, i amb el temps es va fusionar amb algunes bandes mescalero meridionals)

Els Natahéndé havien tingut una considerable influència en la presa de decisions d'algunes bandes dels lipan occidentals al segle xviii, sobretot en els Tindi Ndé, Tcha shka-ózhäye, Tú é diné Ndé i Tú sis Ndé. Per lluitar contra el seu enemic comú, els comanxes, i per protegir la frontera nord-est i est de l'Apachería contra la Comanchería, els mescalero (Natahéndé i Guhlkahéndé) en les Planures uniren forces amb els seus parents lipan (Cuelcahen Ndé, Te'l kóndahä, Ndáwe qóhä i Shá i`a Nde) al seu est i sud.
L'agost de 1912, per una llei del Congrés dels EUA, els membres supervivents de la tribu chiricahua van ser alliberats de la seva condició de presoners de guerra. Se'ls va donar l'opció de romandre a Fort Sill o traslladar-se a la reserva Mescalero. Cent vuitanta-tres elegiren anar a Nou Mèxic, mentre que setanta-vuit van romandre a Oklahoma. Els seus descendents encara viuen en ambdós llocs.

## Mescaleros notables

### Caps històrics i dirigent

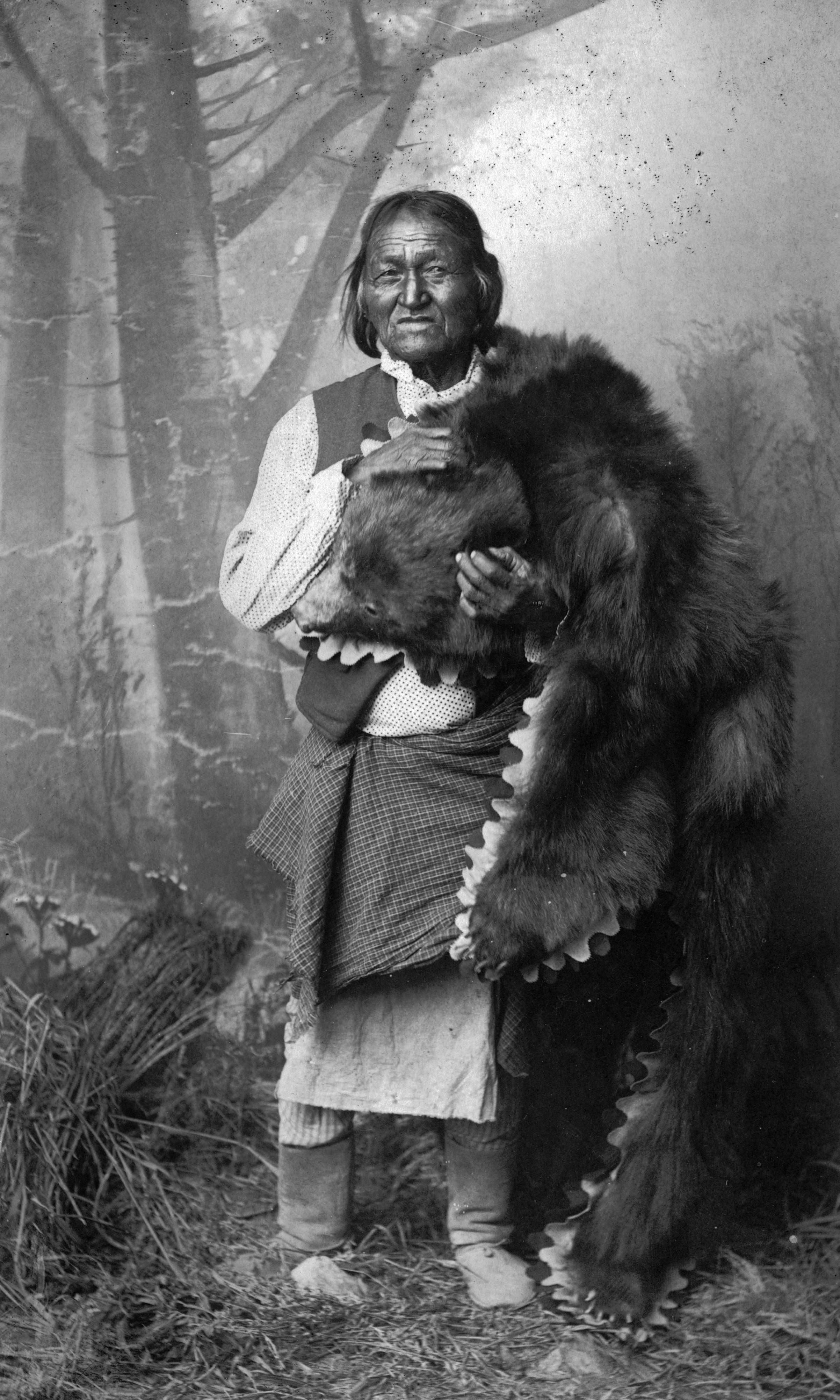
Gorgonia, dona medicina mescalero

- Gómez cap hostil dels mescalero del sud, la seva banda era formada per cinc grups locals amb prop de 400 guerrers, va viure al Big Bend i el Trans-Pecos en ambdós costats del Riu Grande amb la seva fortalesa a les muntanyes Limpia, més tard anomenades muntanyes Davis; quan el governador Trias va oferir 1,000 pesos pel dru cuir cabellut, Gómez va oferir una quantitat igual per a qualsevol cuir cabellut de mexicà o nord-americà, els seus segundos o caps de guerra van ser Cigarito, Chinonero, Simón Porode i Simón Manuel)[10]
  - Cigarito (hostil però més conciliador líder d'un grup local a les Muntanyes Davis i a les terres baixes del Trans-Pecos, segundo i cap de la guerra del cap mescalero meridional Gómez, 1840s - 1860s)
  - Chinonero (hostil però més conciliador líder d'un grup local a les Muntanyes Davis i a les terres baixes del Trans-Pecos, segundo i cap de la guerra del cap mescalero meridional Gómez, 1840s - 1860s)
  - Simón Porode (líder d'un grup local a l'oest de Texas, segundo i cap de la guerra del cap mescalero meridional Gómez, contactà en 1850 junt amb Simón Manuel la guarnició de San Elizario a demanar la pau, però probablement fou anul·lada per Gómez, 1840s - 1860s)
  - Simón Manuel (líder d'un grup local a l'oest de Texas, segundo i cap de la guerra del cap mescalero meridional Gómez, contactà en 1850 junt amb Simón Porode la guarnició de San Elizario a demanar la pau, però probablement fou anul·lada per Gómez, 1840s - 1860s)
- Marco (també Marcus, cap hostil dels mescalero del sud, la seva banda comptava amb 200 guerrers - presumiblement Tsehitcihéndé o Niit’ahénde - vivien al Big Bend Country, variant en ambdós costats del Riu Grande des de les Muntanyes de Guadalupe cap a l'est de les Muntanyes Mountains o Davis fins al límit de les planures meridionals, es va informar que han comès "depredacions" freqüents a la carretera de San Antonio i en l'assentament prop d'El Paso, va voler unir-se a la banda mescalero de Sierra Blanca, però la seva petició va ser denegada, per considerar que eren una banda mescalero de Texas, 1840s - 1860s)
- Espejo (cap hostil dels mescalero del sud, la seva banda - presumably Tsebekinéndé - amb nombrosos grups locals sota els seus segundos (caps de guerra) Nicolás i Antonio va oscil·lar entre el Canyó Limpia, Horsehead Crossing al Pecos i a l'est de les Muntanyes Limpia o Davis a les terres baixes desèrtiques del Trans-Pecos a l'Oest de Texas, 1840s - finals 1860s)
  - Nicolás (líder d'un grup local de la banda Tsebekinéndé a les muntanyes Limpia o Davis Mountains i a l'est vers els límits de les planures meridionals, segundo i cap de guerra del cap mescalero meridional Espejo, 1840s - 1860s)
  - Antonio (líder d'un grup local de la banda Tsebekinéndé a les muntanyes Limpia o Davis Mountains i a l'est vers els límits de les planures meridionals, segundo i cap de guerra del cap mescalero meridional Espejo, 1840s - 1860s)
- Mateo (líder d'un grup local de la banda Tsebekinéndé (sovint anomenats per espanyols i americans Aguas Nuevas o Norteños), va romandre amb Verancia al veïnatge de Dog Canyon a les muntanyes Sacramento i presumiblement seguidor les velles formes de caça i atac, ja que se'ls considerava "problemàtics.", 1840s - 1860s)[11]
- Verancia (líder d'un grup local de la banda Tsebekinéndé, va romandre amb Mateo al veïnatge de Dog Canyon a les muntanyes Sacramento i presumiblement seguidora les velles formes de caça i atac, ja que se'ls considerava "problemàtics." 1840s - 1860s)
- Barranquito (també Palanquito, el cap més influent de la banda mescalero Sierra Blancaque oscil·lava entre les muntanyes Sierra Blanca a l'est cap al riu Pecos, probablement el cap mescalero més important de començaments del segle xix, quan va morir en 1857, els seus tres fills o nebots Santana, Cadete i Roman el succeïren)
- Santana (o Santa Ana, fill i successor de Barranquito, des de 1830 havia estat líder del grup local de gran autoritat de la banda de Sierra Blanca Mescalero, des de la mort de Barranquito Santana sembla haver tingut la major influència dins de les bandes mescalero del nord però va evitar el centre d'atenció i amb prou feines va ser conegut pels blancs, dels que en els seus últims anys es va convertir en l'amic més ferm, †1876 de pneumònia o verola)
- Cadete (també Cadette, en apatxe: Gian-na-tah (“Sempre llest”),[12] també conegut com a Zhee-es-not-son, Zhee Ah Nat Tsa, fill i successor de Barranquito i després de Santana el més poderós i prominent cap de la banda Sierra Blanca Mescalero, era més diplomàtic que Santana, portaveu de les bandes mescalero del nord, després de l'esclat de Bosque Redondo el 3 de novembre de 1863, havia fugit amb la seva banda cap al Llano Estacado, comerciava bestiar robat i cavalls de Mèxic directament o a través dels comancheros a comanxes, va ser assassinat el 1872 a una missió de pau)
- Ramón Grande (fill i successor de Barranquito com a cap d'un grup local de la banda Sierra Blanca Mescalero, fou un cap menys important que Santana i Cadete, seguí el lideratge del cap Santana, morí durant una epidèmia en 1885)
- Josecito (o José Cito, després de Barranquito i Santana el més prominent líder d'alguns grups locals de la banda Sierra Blanca Mescalero, signà un tractar amb Calhoun l'abril de 1852 juntament amb líders menors d'altres grups locals dels Sierra Blanca Mescaleros i el cap jicarilla Chacon)
- Nautzili (o Natzili, Nautzile, Nodzilla - "búfal", cap dels Guhlkahéndé i grups escindits lipan del sud que vivien al nord de Mèxio, es traslladà a la reserva en 1876, havia assumit en 1879 el lideratge del grup més gran de les bandes mescalero de la reserva (inclosos els lipan) i persuadó¡í molts guerrers de no unir-se al cap Chihenne Victorio en la guerra de Victorio)
- San Juan (potser cap de la banda Nit'ahéndé o Tsehitcihéndé, la seva banda oscil·lava entre Rio Bonito, Rio Hondo i les muntanyes Capitan amb les Muntanyes Sacramento - l'àrea on es va construir Fort Stanton -, tenia aliances amb bandes mescalero de l'est, lipan i amb algunes bandes comanxes, després que marxessin Santana i Cadete el cap San Juan i Nautzili es van fer càrrec de la direcció dels mescaleros a la reserva, però a diferència de Nautzili va marxar de la reserva a la primavera de 1880, després de l'esclat de Cavallero, durant la "guerra de Victorio"; el seu fill Peso es convertiria en l'últim cap mescalero)
- Caballero (amb el temps s'identifica amb Kutbhalla o Kutu-hala (cap de guerra, es va casar amb una filla del cap Chihenne Mangas Coloradas), principal cap de les bandes de les Muntanyes Sacramento durant les dècades de 1860 i 1870, aliat i amic durant molt temps del gran cap mimbreño Victorio (amb el temps el seu cunyat alhora que gendre de Mangas Coloradas); en març de 1880 deixà Tularosa i s'uní a Victorio, lluitant juntament amb ell les seves últimes batalles, però, segons alguns informes, va morir en un enfrontament entre els caps abans de la massacre de Tres Castillos el 14 d'octubre de 1880)
- Alsate (també Arzate, Arzatti, ca. *1817 - †1880, darrer cap dels apatxes chisos (també Chinati o Apatxes Rio Grande), una banda mescalero a les Muntanyes Limpia (o Muntanyes Davis), Muntanyes Chisos i Muntanyes Chinati[13] a l'àrea Big Bend, la Sierra del Carmen de Coahuila i Sierra Alamos a Chihuahua al nord del Bolsón de Mapimí,[14] fou capturat i executat juntament amb els seus segundos (o caps de guerra) Colorado i Zorillo a Ojinaga, vora Presidio del Norte, Texas, el seu poble fou venut com a esclau a Mèxic, finals 1860 - 1882)[15]
  - Colorado (cap d'un grup local d'apatxes chisos a la regió fronterera de Coahuila, Chihuahua i Oest de Texas, segundo i cap de guerra del cap dels chisos Alsate, fou capturat i executat juntament amb Alsate i Zorillo a Ojinaga, vora Presidio del Norte, Texas, finals 1860 - 1882)
  - Zorillo (cap d'un grup local d'apatxes chisos a la regió fronterera de Coahuila, Chihuahua i Oest de Texas, segundo i cap de guerra del cap dels chisos Alsate, fou capturat i executat juntament amb Alsate i Colorado a Ojinaga, vora Presidio del Norte, Texas, a finals 1860 - 1882)
- Carnoviste (hostil cap meridional mescalero del sud, la seva banda, presumiblement Tsehitcihéndé o Niit’ahénde, vivia al Big Bend Country, movent-se a ambdós cantons del Riu Grande des de les muntanyes de Guadalupe cap a l'est de les Muntanyes Limpia al límit de les planures meridionals, es va informar que havia comès "depredacions" freqüents a la carretera de San Antonio i d'haver segrestat Hermann (després adoptat per la tribu) i Willie Lehmann prop de Fort Mason el maig de 1870, el 1874 va promoure un consell de caps mescalero, mimbreño i lipan on Victorio aconseguí persuadir el consell a enviar missatgers de pau als comanxes i kiowes; va ser assassinat per un home medicina de la seva banda a la primavera de 1876)
- Peso (ca. *1849 - †1929, va néixer a les muntanyes Guadalupe vora l'actual Carlsbad com a fill del cap San Juan i la seva esposa Nagoo-nah-go, la seva banda (potser Nit'ahéndé o Tsehitcihéndé) s'uní a la banda Guhlkahéndé de Nautzili de les planures meridionals, es van unir a la banda Guhlkahéndé de Nautzili a les planes del Sud, de tant en tant també es va unir a la banda Tu'sis Nde de lipans del sud-est de Texas i nord-est de Mèxic sota el cap Magoosh, era un expert rastrejador i va exercir com a escolta apatxe en les campanyes contra Geronimo, a la fi del segle xix, amb el seu germà Sin Miedo i Magoosh van ser els tres líders principals a la reserva, Magoosh per als lipans a Elk Springs, Sin Miedo a Tule Canyon i Peso de la Rinconada i Three Rivers)
- Sin Miedo (germà de Peso i fill de San Juan, la seva banda (potsere Nit'ahéndé o Tsehitcihéndé) era aliat proper de la banda Guhlkahéndé de Nautzili a les planes del Sud i de la banda Tu'sis Nde dels lipans del sud-est de Texas i nord-est de Mèxic; junt amb els seus germans Peso, Crook Neck, i líders com Shanta Boy i Big Mouth va servir com a escolta apatxe en les campanyes contra Geronimo, líder guerrer de la banda Nednhi dels apatxes chiricahua i xamà Bedonkohe; ell, amb el seu germà Peso i Magoosh van ser els tres líders principals a la reserva, Magoosh per als lipans a Elk Springs, Sin Miedo a Tule Canyon i Peso de la Rinconada i Three Rivers)

=== Altres notables mescalero ===
- Gouyen (ca. 1857-1903), dona guerrera
- Michael Horse, actor, pintor
- Wendell Chino, antic president tribal de la Tribu Apatxe Mescalero durant 43 anyss[16]
- Virginia Klinekole, primera dona president tribal
- Sara Misquez, antiga president tribal

## Bibliografia

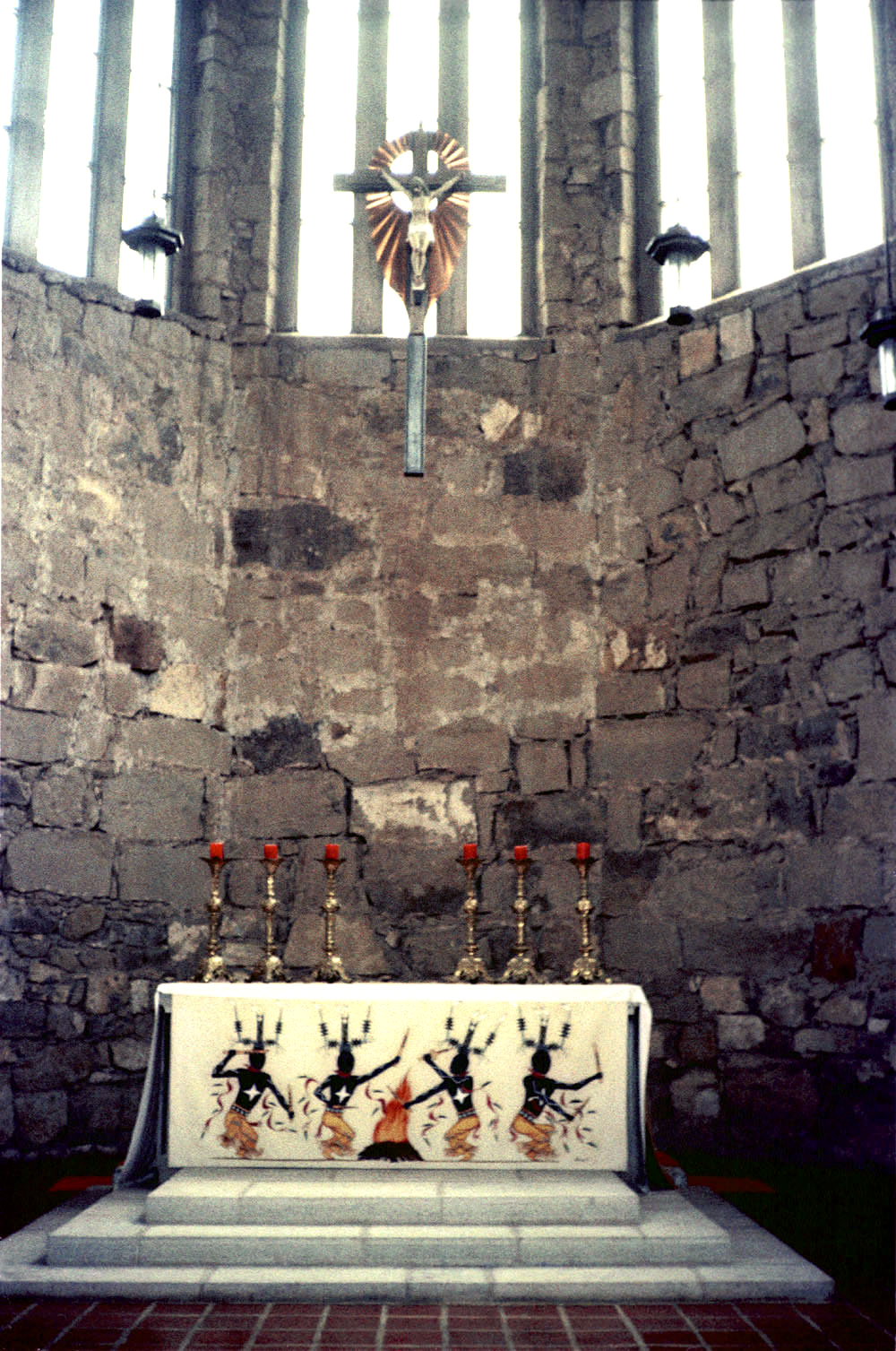
Església Catòlica St. Joseph's, Mescalero, Nou Mèxic ca. 1975 Dansaire de l'Esperit de la Muntanya pintats a l'altar